# Golden (canção de Harry Styles)
"Golden" é uma canção do cantor britânico Harry Styles, gravada para seu segundo álbum de estúdio Fine Line (2019). A canção foi escrita por Styles ao lado de Mitch Rowland, Tyler Johnson e Kid Harpoon, com Johnson e Harpoon cuidando da produção e co-produção, respectivamente. A canção foi enviada para as estações de rádios mainstream no Reino Unido em 23 de outubro de 2020, servindo como quinto single do álbum. Nos Estados Unidos, a canção foi enviada para rádios hot AC e rádios mainstream em 26 e 27 de outubro de 2020, respectivamente. "Golden" alcançou o número 26 no UK Singles Chart e o número 57 na Billboard Hot 100 dos EUA.

## Composição
"Golden" é uma canção de indie pop e soft rock, com um som dos anos 1970 e do sul da Califórnia. A canção é composta no tempo 4
4 e no tom de Ré maior, com um andamento moderadamente rápido de 140 batidas por minuto e uma progressão harmônica de C–Em/Bm7–D. A canção incorpora grupos de harmonias de fundo e é preenchido com tinidos cintilantes de glockenspiel. Os vocais de Styles variam de D3 a B4.

## Videoclipe
O videoclipe de "Golden" foi dirigido por Ben e Gabe Turner e foi lançado em 26 de outubro de 2020. No videoclipe, Styles é mostrado correndo, nadando e dirigindo um carro pela Costa Amalfitana, na Itália.

## Prêmios e indicações
| Ano  | Prêmio                                 | Categoria         | Resultado | Ref(s) |
| ---- | -------------------------------------- | ----------------- | --------- | ------ |
| 2021 | MTV Millennial Awards                  | Hit Global do Ano | Venceu    | [ 8 ]  |
| 2021 | Nickelodeon Mexico Kids' Choice Awards | Hit Global        | Indicado  | [ 9 ]  |

## Créditos
Todo o processo de elaboração de "Golden" atribui os seguintes créditos:

### Gravação
- Gravada na casa de Kid Harpoon (Los Angeles, Estados Unidos), Groove Masters (Santa Mônica, Estados Unidos), Real World (Bath, Inglaterra), e Shangri-La (Malibu, Estados Unidos)
- Mixada no EastWest Studios (Los Angeles, Estados Unidos)
- Masterizada no Sterling Sound (Edgewater, Estados Unidos)

### Pessoal
- Harry Styles – vocais, vocais de apoio, composição
- Tyler Johnson – produção, composição, vocais de apoio, teclados
- Kid Harpoon – co-produção, composição, vocais de apoio, synth moog bass, violão
- Mitch Rowland – composição, bateria, slide guitar, glockenspiel, guitarra elétrica
- Leo Abrahams – guitarra elétrica
- Sammy Witte – engenharia
- Jon Castelli – engenharia adicional
- Mark Rankin – engenharia adicional
- Nick Lobel – engenharia adicional
- Dylan Neustadter – assistente de engenharia
- Jeremy Hatcher – assistente de engenharia
- Kevin Smith – assistente de engenharia
- Oli Jacobs – assistente de engenharia
- Oliver Middleton – assistente de engenharia
- Rob Bisel – assistente de engenharia
- Tyler Beans – assistente de engenharia
- Spike Stent - mixagem
- Michael Freeman – assistente de mixagem
- Randy Merrill – masterização

## Desempenho nas paradas musicais
| Parada (2019–2021)                                | Melhor posição |
| ------------------------------------------------- | -------------- |
| Argentina (Argentina Hot 100)                     | 21             |
| Austrália (ARIA)                                  | 39             |
| Bélgica (Ultratip Bubbling Under da Valônia)      | 11             |
| Bélgica (Ultratop 50 de Flandres)                 | 37             |
| Brasil (Top 100 Brasil)                           | 55             |
| Canadá (Canadian Hot 100)                         | 45             |
| Canadá (Billboard AC)                             | 49             |
| Canadá (Billboard CHR/Top 40)                     | 15             |
| Canadá (Billboard Hot AC)                         | 21             |
| Croácia (HRT)                                     | 6              |
| El Salvador (Monitor Latino)                      | 11             |
| Escócia (Scottish Singles Chart)                  | 32             |
| Eslováquia (Rádio Top 100)                        | 4              |
| Eslováquia (Singles Digitál Top 100)              | 63             |
| Estados Unidos (Billboard Hot 100)                | 57             |
| Estados Unidos (Billboard Adult Contemporary)     | 18             |
| Estados Unidos (Billboard Adult Top 40)           | 8              |
| Estados Unidos (Billboard Dance/Mix Show Airplay) | 36             |
| Estados Unidos (Billboard Mainstream Top 40)      | 13             |
| Grécia (IFPI)                                     | 46             |
| Hungria (Rádiós Top 40)                           | 24             |
| Irlanda (IRMA)                                    | 23             |
| Islândia (Tónlistinn)                             | 16             |
| Itália (FIMI)                                     | 62             |
| Letônia (LAIPA)                                   | 46             |
| Lituânia (AGATA)                                  | 21             |
| México (Mexico Airplay)                           | 2              |
| México (Mexico Ingles Airplay)                    | 1              |
| Mundo (Billboard Global 200)                      | 62             |
| Nova Zelândia (Recorded Music NZ)                 | 40             |
| Países Baixos (Dutch Top 40)                      | 21             |
| Países Baixos (Single Top 100)                    | 55             |
| Portugal (AFP)                                    | 55             |
| Reino Unido (UK Singles Chart)                    | 26             |
| República Checa (Rádio Top 100)                   | 2              |
| República Checa (Singles Digitál Top 100)         | 80             |
| Comunidade dos Estados Independentes (Tophit)     | 163            |
| Suécia (Sverigetopplistan)                        | 74             |

| Chart (April 2021) | Peak position |
| ------------------ | ------------- |
| Paraguai (SGP)     | 43            |

| Parada (2021)                       | Posição |
| ----------------------------------- | ------- |
| Croácia (HRT)                       | 61      |
| Estados Unidos (Adult Contemporary) | 49      |
| Estados Unidos (Adult Top 40)       | 28      |
| Estados Unidos (Mainstream Top 40)  | 37      |
| Mundo (Billboard Global 200)        | 190     |

## Certificações
| Região | Certificação    | Vendas     |
| --- | --------------- | ---------- |
| Austrália (ARIA) | 2× Platina      | 140,000‡   |
| Áustria (IFPI Austria)                                                                                               | Ouro            | 15,000‡    |
| Brasil (Pro-Música Brasil)                                                                                           | 2× Platina      | 80,000‡    |
| Canadá (Music Canada)                                                                                                | Platina         | 80,000‡    |
| Dinamarca (IFPI Dinamarca)                                                                                           | Ouro            | 45,000‡    |
| Estados Unidos (RIAA)                                                                                                | Platina         | 1,000,000‡ |
| Itália (FIMI) | Platina         | 70,000‡    |
| México (AMPROFON) | 3× Platina+Ouro | 210,000‡   |
| Polônia (ZPAV) | Ouro            | 10,000‡    |
| Portugal (AFP) | Ouro            | 5,000‡     |
| Reino Unido (BPI) | Platina         | 600,000‡   |
| Streaming |                 |            |
| Grécia (IFPI Grécia)                                                                                                 | Ouro            | 1,000,000† |
| ‡ vendas+valores de streaming baseados apenas na certificação † números de streaming baseados apenas na certificação |                 |            |

## Histórico de lançamento
| Região         | Data                  | Formato(s)        | Gravadora        | Ref.          |
| -------------- | --------------------- | ----------------- | ---------------- | ------------- |
| Reino Unido    | 23 de outubro de 2020 | Rádios mainstream | Erskine Columbia | [ 67 ] [ 68 ] |
| Estados Unidos | 26 de outubro de 2020 | Rádios hot AC     | Columbia         | [ 69 ]        |
| Estados Unidos | 27 de outubro de 2020 | Rádios mainstream | Columbia         | [ 70 ]        |
| Itália         | 6 de novembro de 2020 | Airplay           | Sony             | [ 71 ]        |